# مورا وست
 مورا وست (انگلیسی: Maura West؛ زادهٔ ۲۷ آوریل ۱۹۷۲) یک هنرپیشه اهل ایالات متحده آمریکا است. وی از سال ۱۹۹۵ میلادی تاکنون مشغول فعالیت بوده‌است.